# Wasserverbrauch

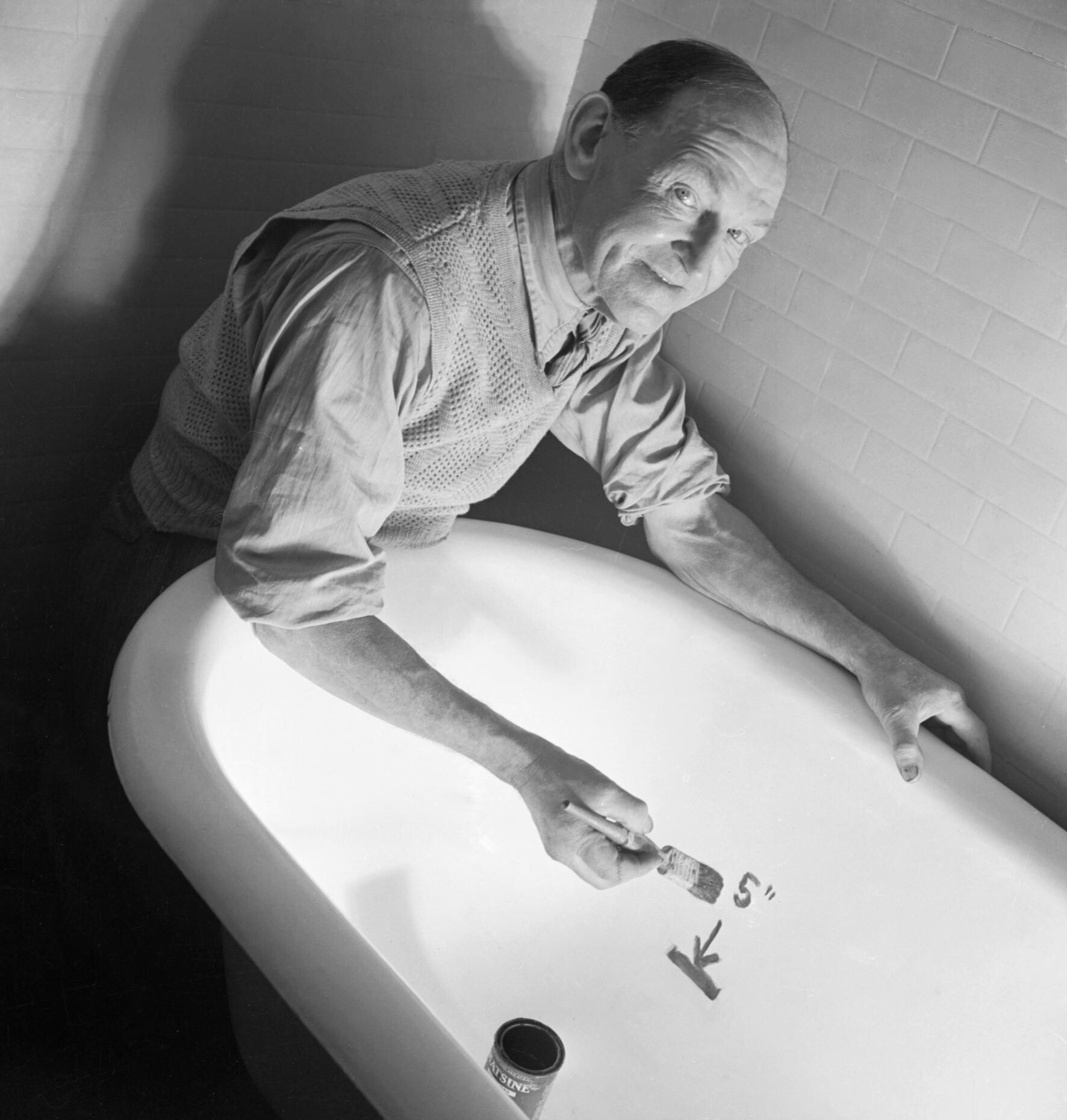
Durch Einzeichnen einer Füllmarke in die Badewanne wollte die britische Regierung im Zweiten Weltkrieg den Wasserverbrauch in Großbritannien senken.

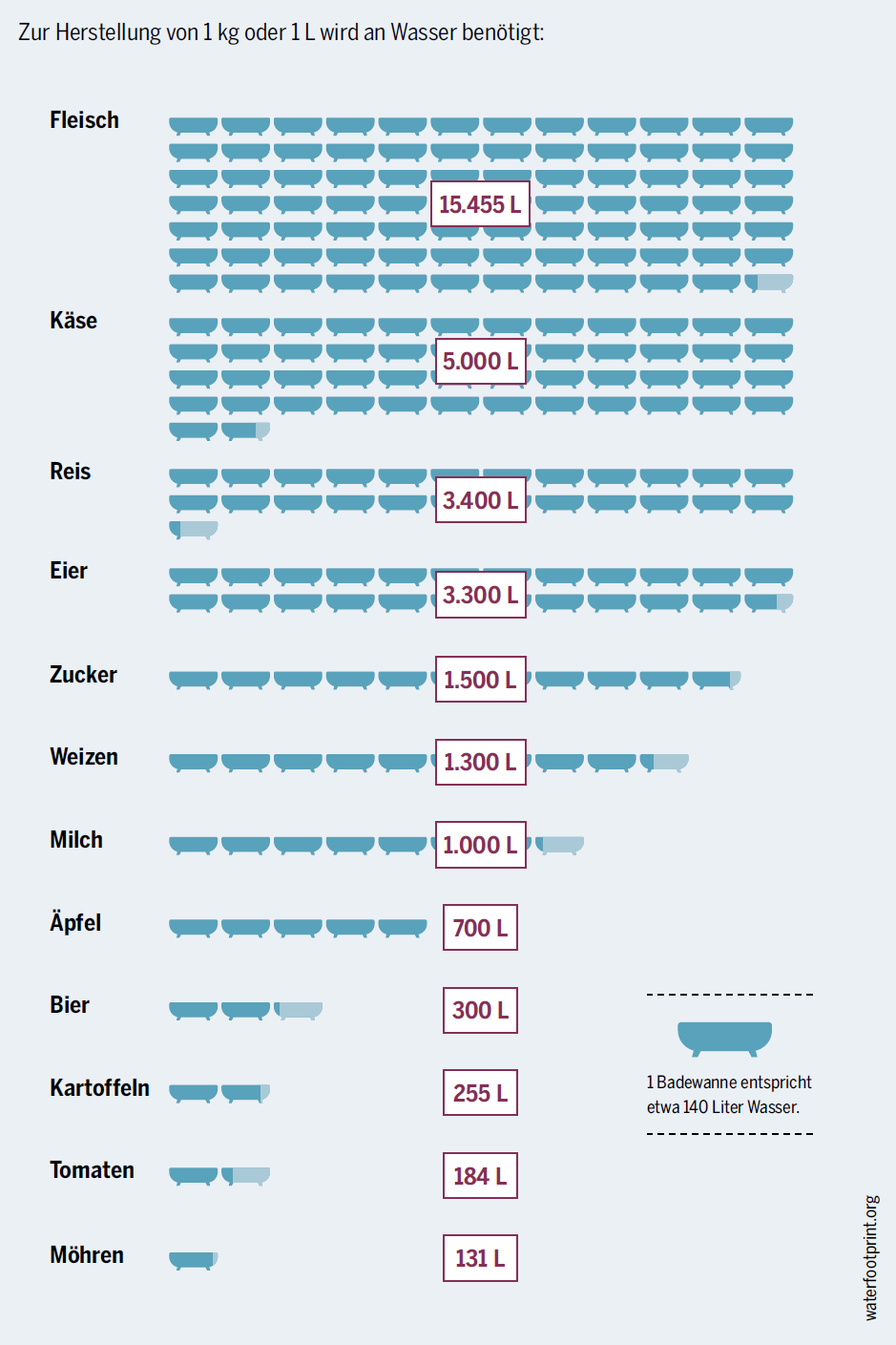
Wasserverbrauch bei der Produktion von einem Kilo Nahrungsmittel (Quelle: Fleischatlas – Daten und Fakten über Tiere als Nahrungsmitte)

Als Wasserverbrauch wird umgangssprachlich die für den menschlichen Gebrauch verwendete Wassermenge bezeichnet. Dies umfasst den unmittelbaren menschlichen Genuss (Trinkwasser) ebenso wie den zum alltäglichen Leben (Waschen, Kochen etc.) sowie für die Landwirtschaft, das Gewerbe und die Industrie (siehe Betriebswasser) abgegebene Wassermenge.
Wasser wird grundsätzlich nicht verbraucht, sondern nur gebraucht. Die auf der Erde vorhandene Wassermenge ist und bleibt konstant. Verbraucht werden hingegen z. B. fossile und mineralische Stoffe.
Durch Wasserzähler werden die Verbrauchszahlen ermittelt, die zu deren Berechnung herangezogen werden. Der Anteil der Personenhaushalte am Verbrauch beträgt in Europa um die 10 % bis 15 % des genutzten Wasserangebots; Elektrizitäts- und Wärmekraftwerke, sowie vor allem die Landwirtschaft (über 70 Prozent) sind die Hauptverbraucher der Wasserkapazitäten.
Das zum Antrieb von Wasserkraftwerken verwendete Wasser wird teilweise nicht zum Wasserverbrauch gerechnet, kann aber statistisch in jeweils genannten Gebrauchsmengen enthalten sein.

## Begrifflichkeit: Wasserverbrauch, Wassergebrauch
Statt des Begriffs Wasserverbrauch bevorzugt die Interessenvertretung der Wasserwirtschaft die Bezeichnung Wassergebrauch, um deutlich zu machen, dass nur ein verschwindend geringer Anteil des insgesamt verwendeten Wassers durch eine chemische Reaktion in anderen Stoff umgewandelt wird, während der weitaus größte Teil in veränderter (verschlechterter) Wasserqualität dem Wasserkreislauf weiterhin zur Verfügung steht.
Der bei der Erzeugung von Produkten entstehende Wasserverbrauch wird im Zusammenhang mit der Lebenszyklusanalyse auch latentes oder virtuelles Wasser genannt. Dabei werden auch Importprodukte und deren Transport und somit auch der Wasseranteil von nicht-produzierenden Branchen berücksichtigt.

## Zahlen zum Wasserverbrauch
| Verbrauch in Liter | Land               |       |
| ------------------ | ------------------ | ----- |
| 25                 | Indien             |       |
| 120                | Belgien            | [ 4 ] |
| 122                | Deutschland        | [ 4 ] |
| 130                | Niederlande        |       |
| 139                | Dänemark           |       |
| 140                | Griechenland       | [ 4 ] |
| 149                | England            | [ 4 ] |
| 156                | Frankreich         | [ 4 ] |
| 162                | Österreich         | [ 4 ] |
| 165 (-237)         | Schweiz            |       |
| 170                | Luxemburg          |       |
| 197                | Schweden           | [ 4 ] |
| 213                | Italien            | [ 4 ] |
| 260                | Norwegen           |       |
| 270                | Spanien            | [ 6 ] |
| 270                | Russland           | [ 7 ] |
| 278                | Japan              | [ 4 ] |
| 295                | Vereinigte Staaten | [ 4 ] |
| 500                | Dubai              |       |

Weltweit liegt der Süßwasserbedarf bei geschätzt jährlich 4.370 km³ (2015), wobei die Grenze der nachhaltigen Nutzung bei 4.000 km³ angegeben wird (siehe auch Welterschöpfungstag). Ein dabei bislang unterschätzter Faktor ist die Verdunstung genutzten oder zur Nutzung vorgehaltenen Wassers bzw. durch Pflanzen („Evapotranspiration“), die nach neuer Daten-Analyse mit ca. 20 % des Bedarfs angenommen wird.
Im weltweiten Durchschnitt werden pro Jahr und Erdenbürger 1.385 m³ Wasser verbraucht, in Deutschland liegt der Wert bei 1.426 m³, siehe auch Wasserfußabdruck.
Die Gebrauchsgewohnheiten für Wasser in privaten Haushalten unterscheiden sich nach der Wasserverfügbarkeit eines Landes und dem Zustand der Versorgungsnetze. Die Industrienationen weisen allgemein eine hohe Anschlussquote (Anschlussdichte) an ein Trinkwassernetz und damit eine hohe Verfügbarkeit von Wasser in den Haushalten auf. Daher entfallen auf Wasserverwendungen wie Toilettenspülung, Hygiene und Körperpflege oder Wäsche deutlich größere Anteile des Gesamtwassergebrauchs als in Entwicklungsländern.
Die Wassernachfrage der Sektoren Industrie, Landwirtschaft und öffentliche Wasserversorgung fällt je nach Land unterschiedlich aus. In Deutschland entfallen 72 % auf den Industriesektor, 14 % auf die Landwirtschaft und 14 % auf die öffentliche Wasserversorgung. In Griechenland ist das Verhältnis umgekehrt: 4 % Industrie, 80 % Landwirtschaft und 16 % öffentliche Wasserversorgung. In Entwicklungsländern ist der Agrarsektor der größte Wassernutzer (z. B. Sudan 90 %), dagegen sind Industrie und öffentliche Wasserversorgung mangels vorhandener Nachfrage bzw. Versorgungssysteme nicht nennenswert.
Bilanziert man das virtuelle Wasser, erhält man die unabhängig von Art und Ort der Verwendung tatsächlich benötigte Wassermenge. Den Verbrauch in Deutschland ermittelt man so zu rund 4.000 Litern Wasser pro Kopf und Tag, also mehr als dem 30-fachen der 122 Liter, die nebenstehende Tabelle ausweist.

### Sinkender Wasserverbrauch in Europa
Wasserversorgungsunternehmen in Deutschland haben 2017 rund 4,6 Milliarden Kubikmeter Trinkwasser abgegeben. Diese Menge entspricht einem durchschnittlichen Pro-Kopf-Verbrauch von 123 Litern pro Tag. Damit hat sich der langjährige Trend zur Reduzierung des Wasserverbrauchs weiter fortgesetzt. Im Vergleich zum Jahr 1991 hat sich der tägliche Pro-Kopf-Verbrauch um 21 Liter reduziert. In bestimmten Gebieten liegt der Wassergebrauch noch deutlich niedriger, beispielsweise in Sachsen, wo er im Jahr 2005 bei nur etwa 88 Litern pro Tag und Kopf lag und bis 2008 auf 85 Liter je Tag und Einwohner gesunken ist.
Nach wasserwirtschaftlichen Schätzungen verteilt sich der Wasserverbrauch in Liter pro Kopf und Tag etwa wie folgt:
- 44 l zum Duschen, Baden, Körperpflege
- 33 l für die Toilettenspülung
- 15 l zum Wäsche waschen
- 7 l zum Geschirr spülen
- 7 l zum Putzen
- 5 l für Trinken und Kochen

Nachfrageabhängige Wasserpreise und Umweltschutzziele bieten Wassernutzern Anreize zum Wassersparen. Dennoch sind in vielen Ländern die Wasserpreise zu gering, um Sparanreize zu geben oder die Wasserabnahme wird nicht mit Zählern gemessen. So wurde in England erst vor wenigen Jahren begonnen, in Neubauten Wasserzähler zu installieren und somit erst 14 % des Wasserbezugs privater Haushalte gemessen. 
In Deutschland bewirken steigende Wasserpreise (im August 2018 etwa 2,00 € pro Kubikmeter) einen Anreiz zum Wassersparen. Häufig sind die an den Trinkwasserverbrauch gekoppelten Entsorgungskosten in Form von Abwassergebühren höher als der Wasserpreis. Dies hat zu einer Nachfrage nach wassersparender Technik (wassereffiziente Wasch- und Spülmaschinen, wassersparende Toilettenspülungen und Armaturen) geführt.
Mit der Nutzung von Grauwasser, Regenwasser, Zisternen oder Hausbrunnen auf dem eigenen Grundstück kann der Bezug von Trinkwasser aus dem öffentlichen Netz reduziert werden.

#### Positive Aspekte
Durch den Rückgang des Wasserverbrauchs verringern sich die zur Wasserentnahme vorgenommenen Eingriffe in die Natur. Die stärkere Konzentration der Abwasserlast erleichtert die Reinigung des Abwassers. Mitteleuropa leidet zwar nicht unter Wassermangel, doch sind Oberflächengewässer durch die Belastung mit Düngemitteln und Schadstoffen für die Trinkwasserversorgung oft problematisch, so dass häufig auf das Grundwasser zurückgegriffen wird. Im Umfeld großer Städte kann der sinkende Grundwasserspiegel zur Austrocknung von Feuchtgebieten und zu Setzungsrissen an Gebäuden führen.
Die Verringerung des Warmwasserverbrauchs führt zu einer erheblichen Energieeinsparung. Das Andrehen des warmen Wassers in der Dusche entspricht häufig dem Einschalten eines elektrischen Verbrauchers mit einer Leistung von 20 Kilowatt. Warmwasser kostet je nach Umständen bis zu 20 € je Kubikmeter (incl. Frischwasser, Abwasser, Erwärmung, Abrechnung).

#### Wasserwirtschaftliche Probleme
Lange Zeit herrschte in Politik und Wasserwirtschaft die Vorstellung eines stetig anwachsenden Wasserverbrauchs. Um 1970, als der Pro-Kopf-Verbrauch bei etwas über 140 Litern lag, wurde für das Jahr 2000 eine Zunahme dieses Werts um gut 50 % auf 220 Liter angenommen. Das Umweltbundesamt prognostizierte beispielsweise 1993 für Deutschland einen steigenden Wasserverbrauch. In der Folge wurden vor allem in Ostdeutschland aus heutiger Sicht überdimensionierte Wasserwerke, Rohrleitungsnetze und Entsorgungsanlagen gebaut, während der Niedergang vieler Gewerbe- und Industriebetriebe nach der Wende tatsächlich zu einer teilweise drastischen Reduktion des Wasserverbrauchs führte. Hohe Fixkosten (80 % bis 85 %) auf Grund von Kapitalbindung und Abschreibung führen infolge rückläufiger Anlagenauslastung zu steigenden Wasser- und Abwasserpreisen bzw. -gebühren. Der demografische Wandel (rückläufige Geburtenraten und Abwanderungen in Ostdeutschland, sowie teilweise auch in Westdeutschland) führt zu einer weiteren Senkung der Anlagenauslastung.
Trink- und Abwassersysteme werden für eine bestimmte Verbrauchsmenge optimiert. Ein Verfehlen der angenommenen Durchflusswerte aufgrund falscher Annahmen und durch verändertes Nutzungsverhalten führt zu Kostensteigerungen.
Für die Trinkwasserversorgung sind die Verbrauchsrückgänge und in deren Folge geringere Auslastung der Rohrnetze problematisch, da dies zu geringerer Fließgeschwindigkeit in den Rohrnetzen führt und damit die Verweildauer des Wassers in den Netzen steigt. Leitungen müssen ausreichend durchströmt werden, damit es nicht zu Aufkeimungen kommt. Dies ist insbesondere zu beachten, wenn das Wasser nicht gechlort wird und die mittlere Verweilzeit im Netz länger als 1 Tag beträgt. Wasserversorgungsunternehmen spülen daher präventiv die Netze oder nehmen im Verdachtsfall sogenannte Sicherheitsbehandlungen mit Chlor zur Desinfektion vor. Neben höheren Betriebskosten führt eine mangelhafte Durchströmung zu geschmacklichen Beeinträchtigungen des Wassers, was auch zum zu verstärkter Korrosion der Leitungen führen kann. Außerdem kann sich das Leitungswasser dabei mit Eisen, Kupfer oder Blei anreichern.
Auf der anderen Seite führt das von der Verbrauchsstelle in das Abwassernetz eingeleitete Abwasser zu Problemen in der Kanalisation: Die geringere Menge nachfließenden Wassers verhindert mitunter, dass die über die Kanalisation abgeführten Fäkalien hinreichend schnell das Klärwerk erreichen. Besonders bei warmer Witterung kann es dann zu Faulprozessen kommen, bei denen sich Schwefelwasserstoff (H2S) bildet, der zu einer erheblichen Geruchsbelästigung und Gefährdung des Betriebspersonals führen kann. Schwefelsäure fördert die biogene Korrosion von Abwasseranlagen.
Zur zuverlässigen Abführung von schwimmfähigen und nicht schwimmfähigen Stoffen wie zur Vermeidung von Ablagerungen bedarf es eines dem Rohrdurchmesser angepassten Durchflusses mit entsprechender Fließgeschwindigkeit.
Zur Spülung des Abwassersystems muss notfalls zusätzliches Brauch- oder Oberflächenwasser in das Leitungs- und Kanalnetz eingespeist werden, um die Fließmenge künstlich zu erhöhen. Ein Rückbau vorhandener überdimensionierter Rohre scheidet meist aus Wirtschaftlichkeitsgründen aus, da die Rohre tief im Erdboden verlegt sind und eine erwartete Lebensdauer von bis zu 100 Jahren aufweisen. Bei Abwassernetzen ist es teilweise möglich, den Rohrquerschnitt nachträglich zu verkleinern. In Einzelfällen wird über einen Rückbau (beispielsweise mit dem Ziel der semizentralen Aufbereitung des Wassers) nachgedacht. Entsprechende Modellprojekte werden derzeit beispielsweise in Pforzheim realisiert.
Ein durch reduzierten Wasserverbrauch steigender Grundwasserspiegel kann eine Anpassung von Infrastruktur (z. B. Keller, Abwässergräben) und Flächenbewirtschaftung erfordern, da diese über die Jahre an den abgesenkten Pegel angepasst wurden. Im Großraum Berlin wird mit einem Anstieg des Grundwasserspiegels von ein bis drei Metern gerechnet.

### Wasserverbrauch durch Kraftwerke
Der Angaben für den Wasserverbrauch von Kernkraftwerken liegen im Jahr 2024 im Durchschnitt bei ca. 2100 Litern pro Megawattstunde (l/MWh) und für Kohlekraftwerke bei rund 2300 l/MWh. Der Großteil davon ist auf die Kühlungssysteme und die damit verbundenen Verdunstungsverluste zurückzuführen. Im Vergleich dazu haben Wind- und Photovoltaik den geringsten Wasserverbrauch, der hauptsächlich bei der Herstellung anfällt (279 bzw. 446 l/MWh). Wasserkraftwerke haben einen hohen Wasserverbrauch vor allem durch Verdunstung aus Stauseen (70.000 l/MWh), während Stromerzeugung aus Biomasse durch Bewässerung und Verarbeitung ebenfalls viel Wasser benötigt (537.000 l/MWh). Der Verbrauch bei Erdgaskraftwerken wird mit 850 l/MWh angegeben und der für Geothermie mit ca. 1220 l/MWh. Der Begriff Wasserverbrauch umfasst dabei den Teil des entnommenen Wassers, der verdunstet, in Produkte oder Pflanzen eingearbeitet, von Menschen oder Vieh konsumiert wird oder anderweitig nicht zur sofortigen Nutzung zur Verfügung steht.
Nach Daten des Umweltbundesamtes von 2016 haben die Energieversorger vor allem für das Kühlwasser für fossile und nukleare Kraftwerke in Deutschland einen Anteil von 53 % (12,7 von 24 Mrd. m³) an der Gesamtwassernutzung, gefolgt vom verarbeitenden Gewerbe mit 24 %. In der EU macht ihr Anteil an der Gesamtwassernutzung 40 % aus, vor der Landwirtschaft mit 27 % (Eurostat 2000). In den Vereinigten Staaten lagen fossile und nukleare Kraftwerke nach Daten der US Environmental Protection Agency (USEPA 1993) am Anfang der 1990er Jahre mit einem Anteil von 39 % an der Gesamtnutzung fast gleichauf mit der Landwirtschaft (40 %).

### Weltwasserbericht 2023
Laut dem zum Weltwassertag 2023 als Grundlage für die begleitende dreitägige UN-Wasserkonferenz veröffentlichten Weltwasserbericht (Word Water Report, WWDR) ist der weltweite Wasserverbrauch in den 40 Jahren davor jährlich um etwa ein Prozent pro Jahr gestiegen und werde sich bis 2050 wohl mit ähnlicher Geschwindigkeit entwickeln; Gründe dafür seien z. B. Bevölkerungswachstum, die sozioökonomische Entwicklung und veränderte Verhaltensmuster, Probleme bei der Wasserqualität verschärften die Wasserkrise. Hauptproblem in Ländern mit niedrigeren Einkommen sei dabei meist eine unzureichende Abwasseraufbereitung, in Industriestaaten dagegen die Belastung des Grundwassers durch die Landwirtschaft.